# 碧潼郡
碧潼郡（：／ Pyŏktong gun */?）是朝鮮民主主義人民共和國平安北道的一個郡，位於該道東北部，北隔鴨綠江與中華人民共和國遼寧省相望。

## 區劃史
1952年自慈江道雲時郡分出。

## 下轄區劃
下分一邑、十九里。